# Simpar (Bandar)
Simpar is een bestuurslaag in het regentschap Batang van de provincie Midden-Java, Indonesië. Simpar telt 2705 inwoners (volkstelling 2010).